# TV Nova
TV Nova este cel mai mare canal de televiziune din Cehia, fondat de Vladimir Zelezny în 4 februarie 1994.